# Потловский сельсовет
Потловский сельсовет — сельское поселение в Колышлейском районе Пензенской области Российской Федерации.
Административный центр — село Старая Потловка.

## История
Статус и границы сельского поселения установлены Законом Пензенской области от 2 ноября 2004 года № 690-ЗПО «О границах муниципальных образований Пензенской области».
Законом Пензенской области от 15 сентября 2010 года № 1945-ЗПО, вступившим в силу 1 ноября 2010 года, Колтовский и Потловский сельсоветы объединены в Потловский сельсовет.

## Население
| 2002  | 2010  | 2012  | 2013  | 2014  | 2015  | 2016  |
| ----- | ----- | ----- | ----- | ----- | ----- | ----- |
| 1096  | ↗1141 | ↗2283 | ↘2200 | ↘2144 | ↘2098 | ↘2044 |
| 2017  | 2018  | 2021  |       |       |       |       |
| ↘1990 | ↘1953 | ↘1633 |       |       |       |       |

## Состав сельского поселения
| № | Населённый пункт | Тип населённого пункта       | Население |
| - | ---------------- | ---------------------------- | --------- |
| 1 | Колтовское       | село                         | ↘1125     |
| 2 | Липяги           | село                         | ↘69       |
| 3 | Любовка          | деревня                      | ↗6        |
| 4 | Новая Потловка   | деревня                      | 13        |
| 5 | Скрипицино       | село                         | ↘106      |
| 6 | Старая Потловка  | село, административный центр | ↗666      |
| 7 | Чеботаевка       | деревня                      | ↗115      |
| 8 | Черкасск         | село                         | ↘235      |
| 9 | Черкассы         | деревня                      | 2         |